# Anagall

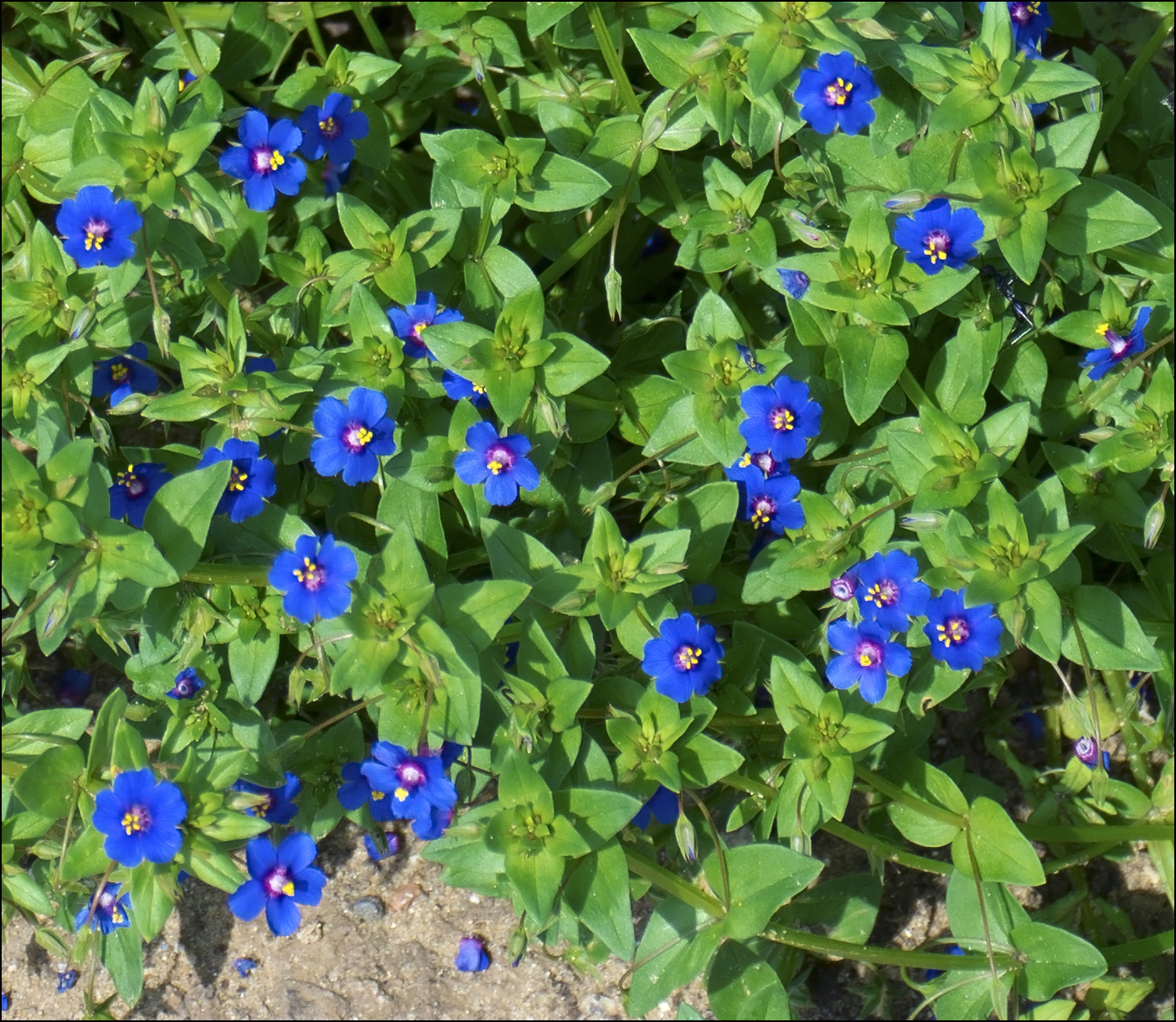
Plantes amb flors blaves

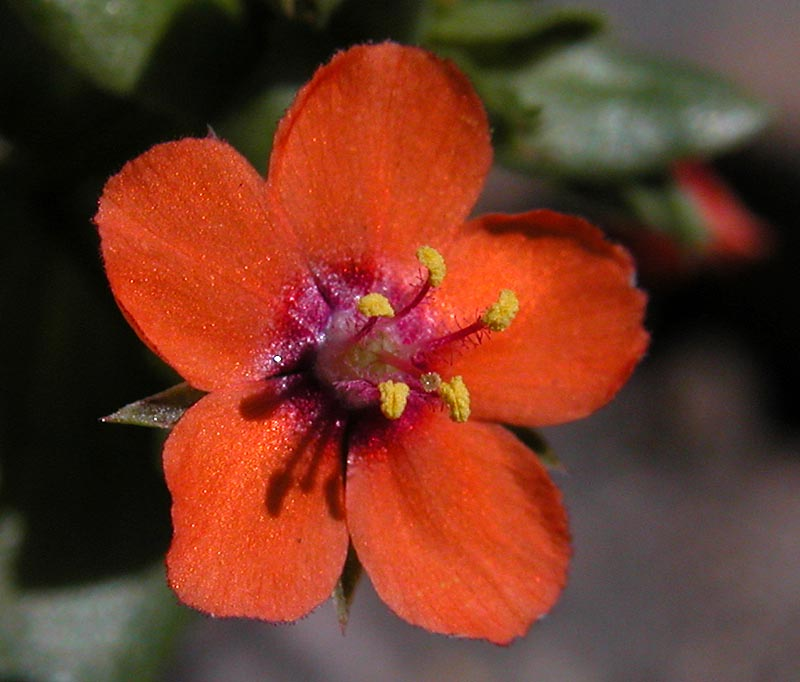
Una flor mostrant els cinc estams, l'estil i l'estigma.

L' anagall, herba de caderneres, herba de canari, herba sabonera, morró blau, morró vermell, pic de gallina o tinya (Lysimachia arvensis) és una espècie de planta amb flors del gènere Lysimachia dins la família de les primulàcies (Primulaceae), és una planta força coneguda, que pot presentar flors blaves o vermelloses i es ruderal i freqüent a les terres de conreu.
El nom d'anagall prové d'Anagallis, el nom del gènere al que pertanyia aquesta espècie fins a l'any 2009, quan va ser integrat dins del gènere Lysimachia.
Addicionalment pot rebre els noms d'alfàbrega borda, anagall blau, anagall de camp, anagall vermell, anagalls, borrissol, estrellada, gallinassa, herba de la pulmonia, marietes, mataconills, moragons, moragues, morró, morronets, morrons, morrons blaus, morrons vermells, morruts, pelosa blava, picapoll, sabonera i tinya borda. També s'han recollit les variants lingüístiques borró, borrons, morage, murró, murrons, murrons blaus i murrons vermells.

## Descripció
És una petita planta herbàcia anual, les tiges, glabres, són quadrangulars i poden atènyer els 30 centímetres de llargària, les fulles són habitualment ovades, d'entre 5 i 25 mil·límetres de llarg, i es disposen de manera oposada. Les flors poden tenir la corol·la vermella o blava i amb cinc pètals. El fruit és una càpsula.
El polimorfisme del color de la corol·la d'aquesta espècie pot portar a confondre les plantes amb flors blaves amb l'espècie Lysimachia foemina, que havia estat considerada com una subespècie però que les anàlisis moleculars i morfològiques van portar al seu reconeixement com una espècie diferent.

## Taxonomia
Aquesta espècie va ser publicada per primer cop l'any 1753 a l'obra Species Plantarum de Carl von Linné (1707-1778) dins del gènere Anagallis, però l'any 2009 les investigacions dels botànics suecs Ulrika Manns i Arne A. Anderberg els van portar a incloure-la dins del gènere Lysimachia, i, en conseqüència, li van canviar el nom.

### Sinònims
Els següents noms científics són sinònims de Lysimachia arvensis:
- Sinònims homotípics

- Anagallis arvensis L.
- Anagallis arvensis subsp. phoenicea (Gouan) Vollm.
- Anagallis arvensis phoenicea var. Gouan
- Anagallis phoenicea Scop.
- Anagallis pulchella Salisb.

- Sinònims heterotípics

- Anagallis amoena Heldr.
- Anagallis arabica Duby
- Anagallis arvensis f. carnea (Schrank) Schinz & R.Keller
- Anagallis arvensis var. carnea (Schrank) Boenn.
- Anagallis arvensis decipiens Uechtr.
- Anagallis arvensis f. decipiens (Uechtr.) Schinz & R.Keller
- Anagallis arvensis var. immaculata Lej.
- Anagallis arvensis f. lilacina (Alef.) Schinz & R.Keller
- Anagallis arvensis var. lilacina Alef.
- Anagallis arvensis var. pallida Hook.f.
- Anagallis arvensis f. pallida (Hook.f.) Hyl.
- Anagallis arvensis var. platyphylla (Baudo) Durieu
- Anagallis arvensis subsp. platyphylla (Baudo) Batt.
- Anagallis arvensis var. platyphylloides Pau
- Anagallis arvensis f. purpurea (Douie) P.D.Sell
- Anagallis arvensis var. purpurea Douie
- Anagallis arvensis var. repens (DC.) Merino
- Anagallis arvensis var. tridyma Klett & Richt.
- Anagallis carnea Schrank
- Anagallis hadidii Chrtek & Osb.-Kos.
- Anagallis indica Sweet
- Anagallis jacquemontii Duby
- Anagallis mas Vill.
- Anagallis monelli M.Bieb.
- Anagallis orientalis Fisch., C.A.Mey. & Avé-Lall.
- Anagallis parviflora Loisel.
- Anagallis phoenicea var. verticillata Gray
- Anagallis platyphylla Baudo
- Anagallis punctifolia Stokes
- Anagallis repens DC.
- Lysimachia arvensis var. arvensis
- Lysimachia arvensis subsp. platyphylla (Baudo) Véla

## Galeria d'imatges

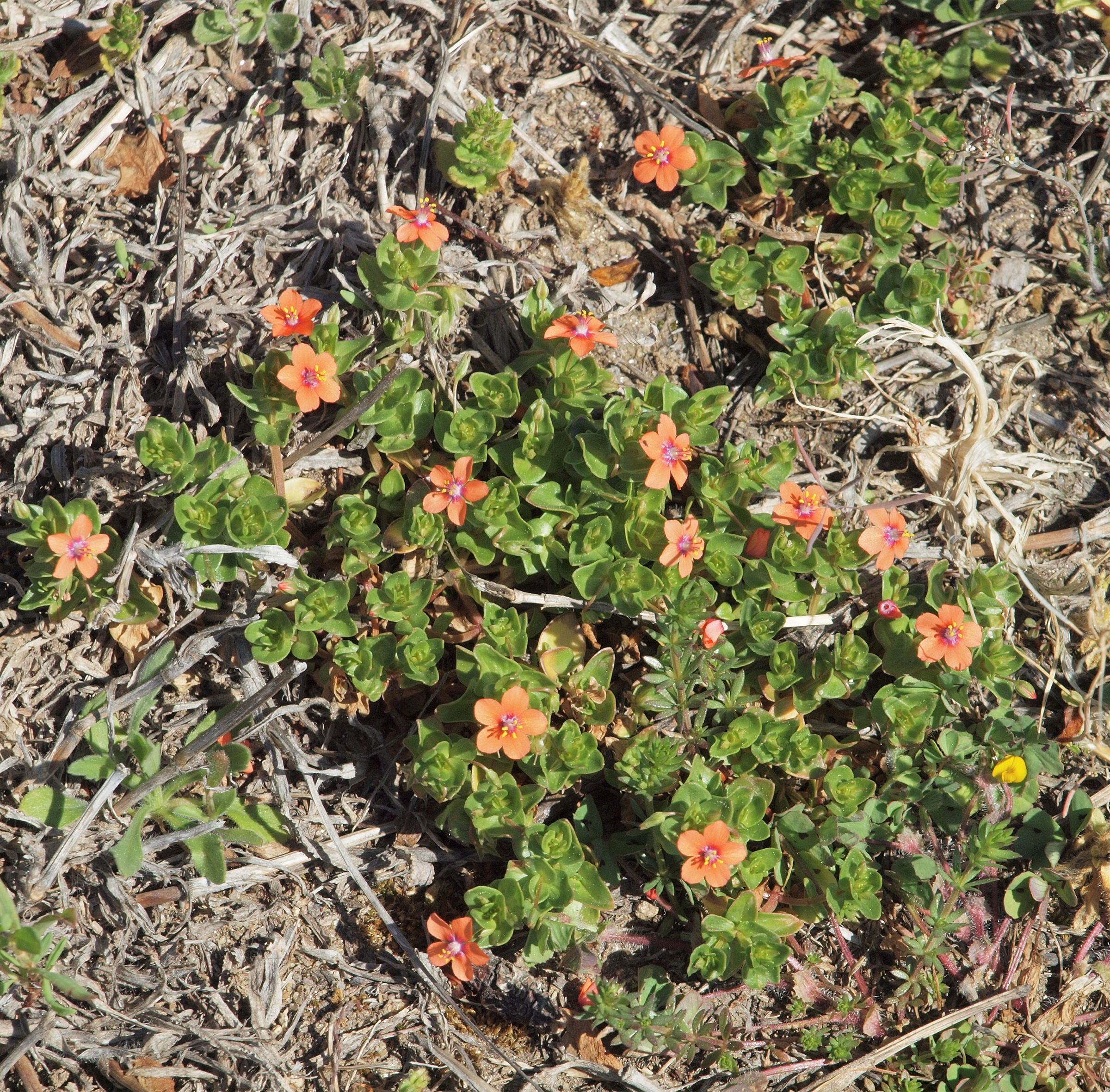
Plantes amb flors vermelloses
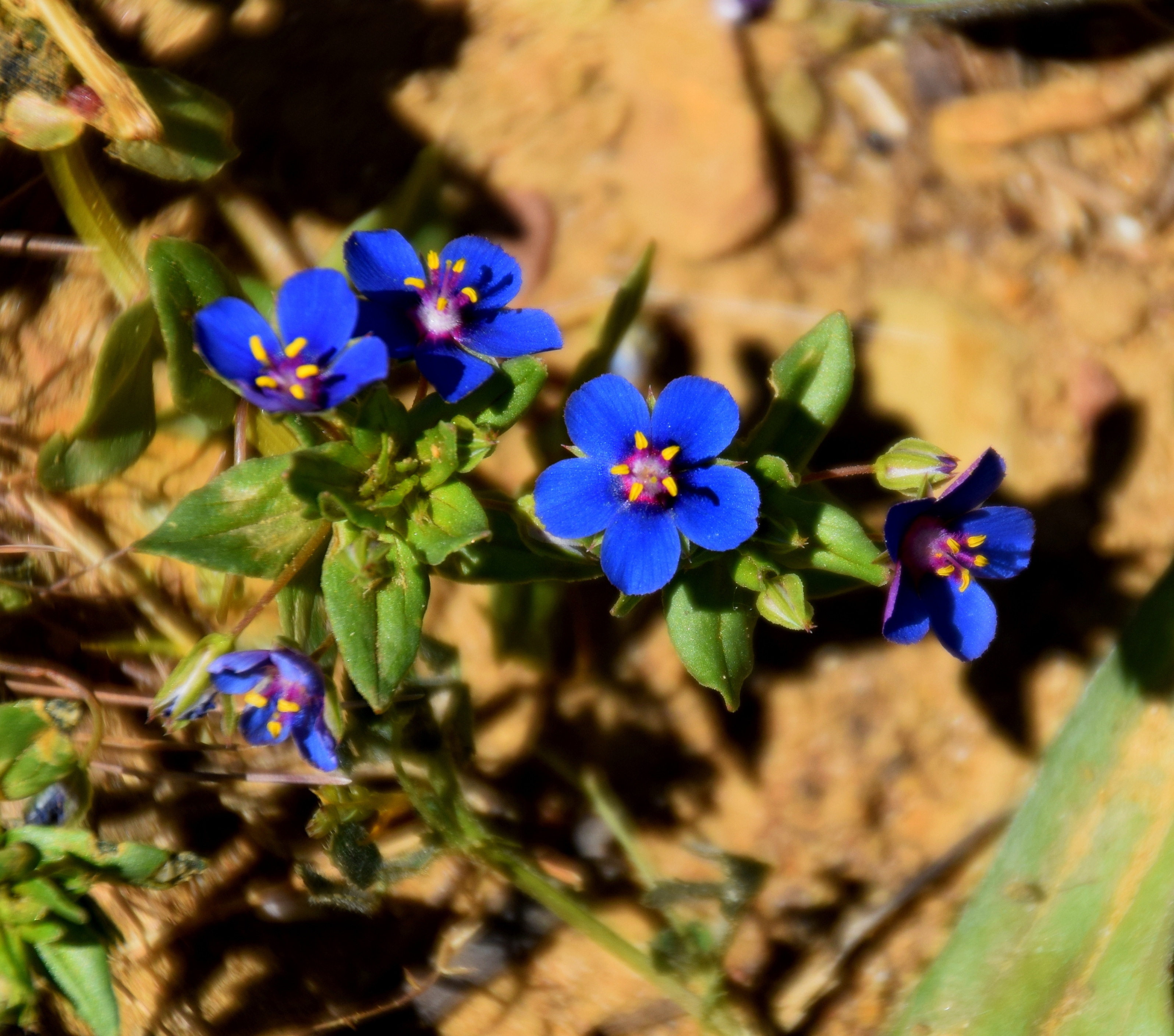
Detall de les flors
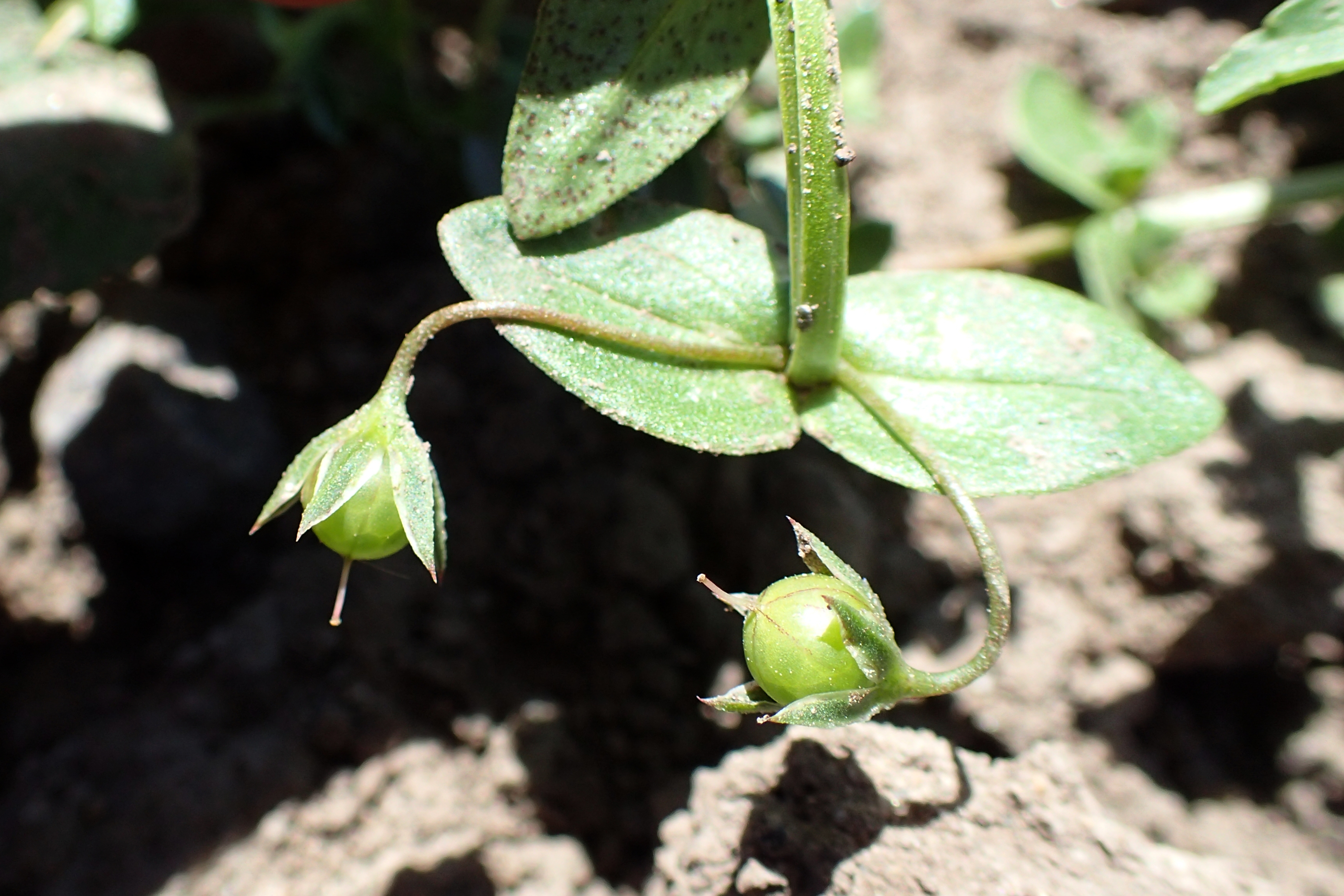
Fuits verds
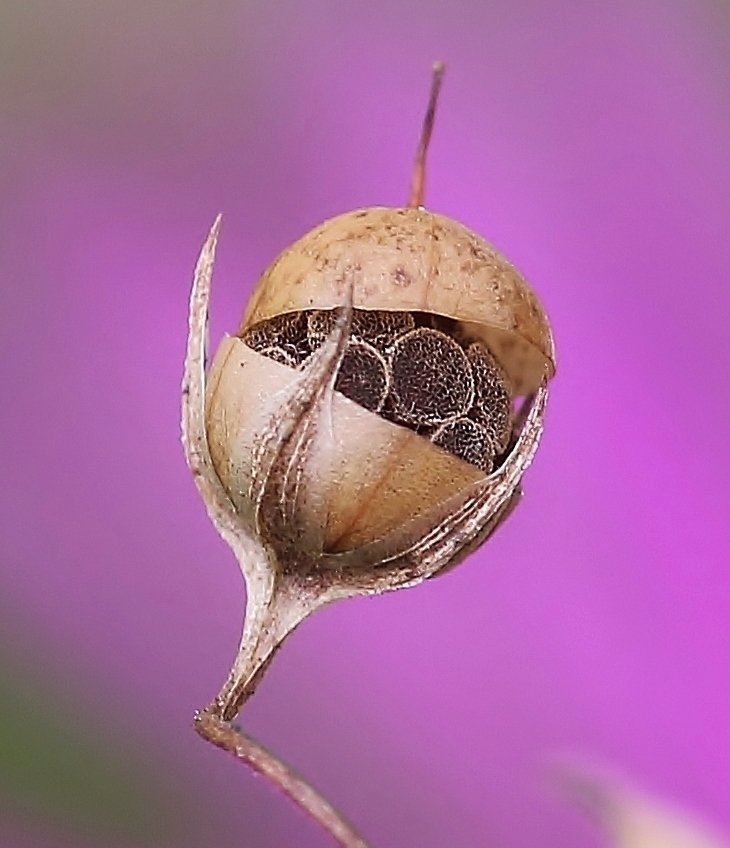
una càpsula oberta mostrant les llavors